# 日野村 (長野県上高井郡)
日野村（ひのむら）は長野県上高井郡にあった村。現在の須坂市中心部の西方、長野電鉄長野線沿線、千曲川右岸にあたる。

## 地理
- 河川：千曲川

## 歴史
- 1889年（明治22年）4月1日 - 町村制の施行により、五閑村・八重森村・村山村・塩川村・沼目村・高梨村の区域をもって発足。
- 1954年（昭和29年）2月11日 - 須坂町・豊洲村と合併し、改めて須坂町が発足。同日日野村廃止。

## 交通

### 鉄道路線
- 長野電鉄
  - 河東線（現・長野線）
    - 村山駅 - 日野駅（現在は旧村域外に移転）

### 道路
現在は旧村域に上信越自動車道の須坂バスストップが所在するが、当時は未開通。